# Saori Kitakaze
Saori Kitakaze (japanisch 北風 沙織, Kitakaze Saori; * 3. April 1985 in Kushiro-shi) ist eine ehemalige japanische Sprinterin, die sich auf den 100-Meter-Lauf spezialisiert hat. 

## Sportliche Laufbahn
Erste internationale Erfahrungen sammelte Saori Kitakaze vermutlich im Jahr 2004, als sie bei den erstmals ausgetragenen Hallenasienmeisterschaften in Teheran in 7,52 s die Bronzemedaille im 60-Meter-Lauf hinter der Chinesin Zhu Yiaqing und Ruqaya al-Ghasra aus Bahrain gewann. Anschließend schied sie bei den Juniorenweltmeisterschaften in Grosseto mit 12,00 s im Halbfinale im 100-Meter-Lauf aus und verpasste mit der japanischen 4-mal-100-Meter-Staffel mit 45,80 s den Finaleinzug. Im Jahr darauf belegte sie bei den Ostasienspielen in Macau in 12,02 s den vierten Platz über 100 Meter und siegte mit der Staffel in 44,88 s. 2006 gelangte sie bei den Asienspielen in Doha mit 11,94 s auf Rang sieben über 100 Meter und im Jahr darauf wurde sie bei den Asienmeisterschaften in Amman in 11,76 s Achte. Zudem gewann sie dort mit der Staffel in 45,06 s gemeinsam mit Tomoko Ishida, Momoko Takahashi und Sakie Nobuoka die Silbermedaille hinter dem Team aus Thailand. Anschließend wurde sie mit der Staffel bei den Weltmeisterschaften in Osaka im Vorlauf wegen eines Wechselfehlers disqualifiziert. Nach mehreren erfolglosen Jahren gewann sie 2013 bei den Asienmeisterschaften in Pune in 44,38 s gemeinsam mit Mayumi Watanabe, Chisato Fukushima und Anna Fujimori die Silbermedaille hinter dem chinesischen Team. Im Jahr darauf schied sie bei den IAAF World Relays 2014 in Nassau mit 44,66 s im Vorlauf der 4-mal-100-Meter-Staffel aus und 2015 gewann sie bei den Asienmeisterschaften in Wuhan in 44,14 s gemeinsam mit Anna Doi, Chisato Fukushima und Kana Ichikawa erneut die Silbermedaille hinter dem chinesischen Team. 2016 beendete sie ihre aktive sportliche Karriere und wagte 2019 ein Comeback, ehe sie endgültig einen Schlussstrich zog.

## Persönliche Bestleistungen
- 100 Meter: 11,42 s (+1,7 m/s), 29. April 2008 in Hiroshima
  - 60 Meter (Halle): 7,52 s, 6. Februar 2004 in Teheran